# Tsathoggua

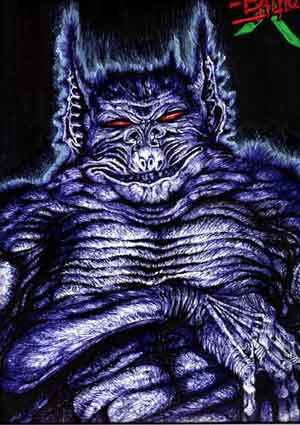
Representação artística de Tsathoggua

Tsathoggua (o Dorminhoco de N'kai, também conhecido como Zhothaqquah) é uma entidade sobrenatural no universo fictício compartilhado dos Mitos de Cthulhu. Ele é criação do escritor americano Clark Ashton Smith e faz parte de seu ciclo hiperbóreo. Tsathoggua / Zhothaqquah é descrito como um Antigo Escolhido, um ser divino do panteão. Foi apresentado no conto de Smith "O Conto de Satampra Zeiros", escrito em 1929 e publicado na edição de novembro de 1931 da Weird Tales. Sua primeira aparição impressa, entretanto, foi na história de H. P. Lovecraft "The Whisperer in Darkness", escrita em 1930 e publicada na edição de agosto de 1931 da Weird Tales.
A primeira descrição de Tsathoggua ocorre em "O Conto de Satampra Zeiros", em que os protagonistas encontram um dos ídolos da entidade, mencionado que ele era muito atarracado e barrigudo, sua cabeça parecia mais um sapo monstruoso do que uma divindade, e todo o seu corpo estava coberto por uma imitação de pelo curto, dando de alguma forma uma vaga sensação tanto do morcego quanto da preguiça. Suas pálpebras sonolentas estavam semicerradas sobre os olhos globulares; e a ponta de uma língua esquisita saiu de sua boca gorda. Mais tarde, em "The Seven Geases" de Smith (1933), Tsathoggua é descrito novamente, estando numa caverna secreta nas entranhas de Voormithadreth, habita desde as eras mais antigas o deus Tsathoggua, tendo or sua grande circunferência, sua pelugem de morcego e a aparência de um sapo preto sonolento que ele possui eternamente. Ele não se levantará de seu lugar, mesmo na voracidade da fome, mas esperará na preguiça divina pelo sacrifício.